# Berlin-Schmargendorf

Wappen Schmargendorfs

Schmargendorf ist ein Ortsteil im Bezirk Charlottenburg-Wilmersdorf von Berlin, der bis heute seinen eigenständigen und eher kleinstädtischen Charakter mit eigenem Ortsteilzentrum in der Breiten Straße und der Berkaer Straße erhalten konnte.

## Geografie
Schmargendorf liegt auf der Hochfläche des Teltow im südwestlichen Teil von Berlin mit einer durchschnittlichen Höhe von rund 40 Metern über Normalnull.

### Ausdehnung und Grenzen des Ortsteils

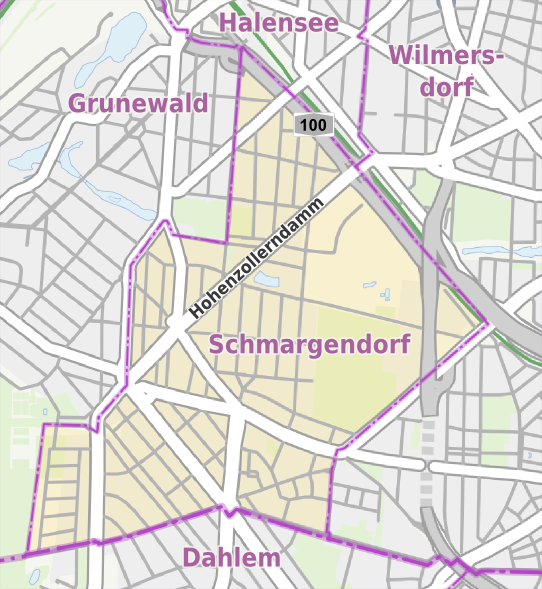
Übersichtskarte von Schmargendorf

Der seinerzeit zur Festlegung der neuen Ortsteile führende BVV-Antrag beschreibt die Problematik der Abgrenzung der Ortsteile sehr prägnant:

„Wilmersdorf wurde aus der Stadt Deutsch-Wilmersdorf, dem Dorf Schmargendorf, der Kolonie Grunewald und einem Teil des Forstes Grunewald gebildet. Diese sind bis heute Ortsteile des Bezirkes in ihren damaligen Gemarkungsgrenzen (Ausnahme Eichkamp, das 1937 von Wilmersdorf nach Charlottenburg umgemeindet wurde). Die Bewohner identifizieren sich mit ihren Ortsteilen, manchmal allerdings verschieben sich die Grenzen in den Köpfen der Anwohner. Manch einer der in Wilmersdorf wohnt, meint Schmargendorfer zu sein, und nicht wenige Schmargendorfer meinen in Grunewald zu wohnen.“

Nach der amtlichen Bezirkskarte von Charlottenburg-Wilmersdorf lassen sich die Grenzen des Ortsteiles wie folgt beschreiben: Im Nordosten bilden die Stadtautobahn und die Ringbahn die Grenze zu den Ortsteilen Halensee und Wilmersdorf. Im Südosten erfolgt die Abgrenzung nach Wilmersdorf durch die Mecklenburgische Straße und die Zoppoter Straße. Im Süden bilden die Lentzeallee und die Pücklerstraße die Grenze zu Dahlem. Schwieriger wird es im Westen: Die Grenze zum Ortsteil Grunewald verläuft von Süden kommend nordwärts westlich des Goldfinkweges am Waldrand bis zur Waldmeisterstraße und folgt dann dieser wieder ostwärts bis zur Clayallee. Dieser und dem sich anschließenden Hohenzollerndamm folgt sie nordöstlich bis zum Roseneck. Nun verläuft die Grenze nordwärts der Teplitzer Straße folgend bis zur Hubertusallee, um dann südöstlich kurz der Franzensbader Straße und dann der Reinerzstraße zu folgen. Zum Schluss bildet nordwärts bis zur Stadtautobahn führend die Auguste-Viktoria-Straße die Grenze zum Ortsteil Grunewald.

### Nachbarortsteile
Schmargendorf grenzt im Norden an den Ortsteil Halensee, im Osten an den Ortsteil Wilmersdorf, im Süden an das zum Bezirk Steglitz-Zehlendorf gehörende Dahlem und im Westen an den Ortsteil Grunewald.

## Geschichte

### Gründung

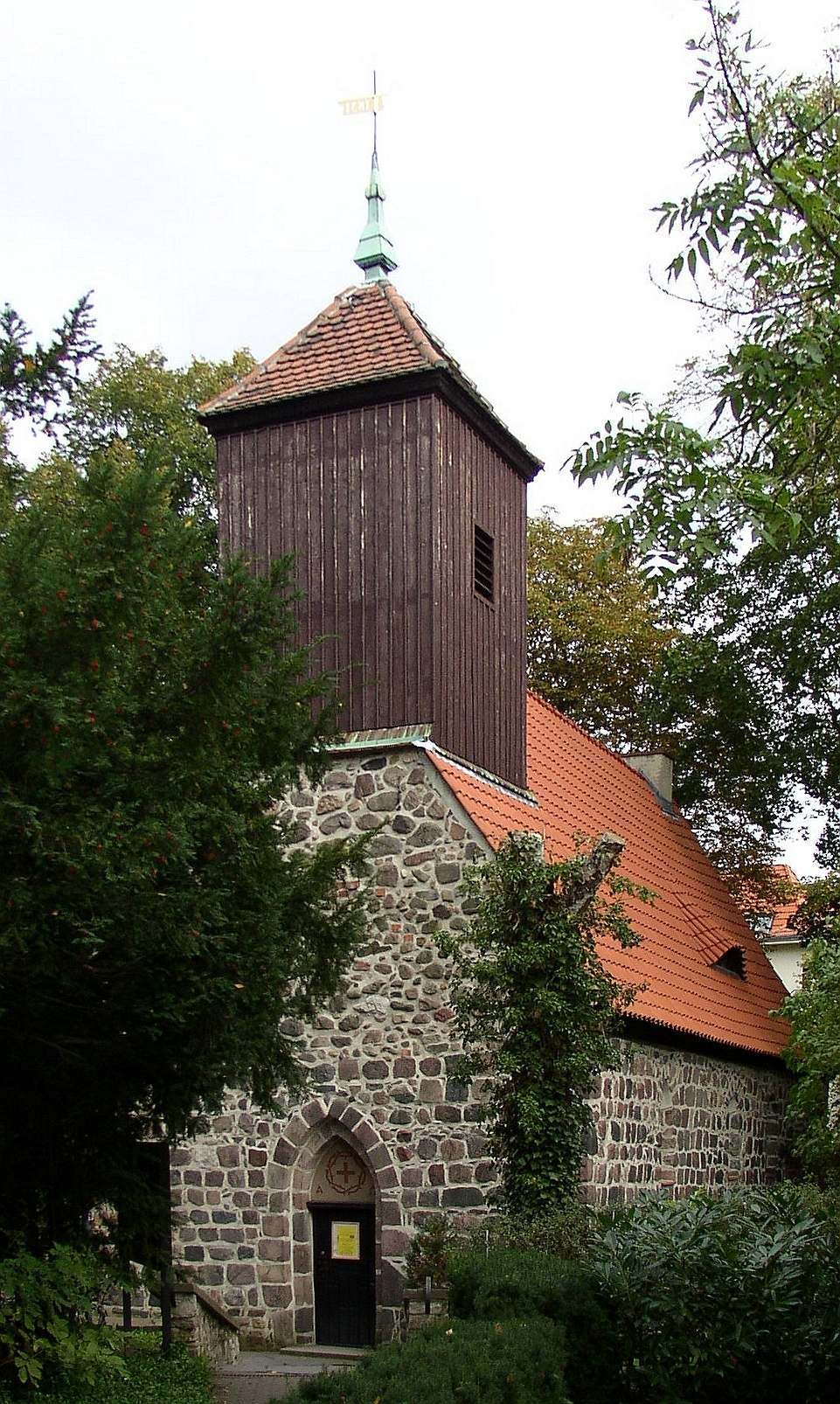
Dorfkirche aus dem 14. Jahrhundert

Die Gründung erfolgte wahrscheinlich nach 1220 im Zuge des Landesausbaus der jungen Mark Brandenburg, zu deren Stabilisierung die askanischen Markgrafen Siedler aus Schwaben, Thüringen, Flandern und Westfalen ins Land riefen. Ein Dorf der slawischen Vorbevölkerung hat hier sehr wahrscheinlich nicht bestanden.
Die Siedler lebten von der Landwirtschaft, der Schafzucht und vom Fischfang im Wilmersdorfer See, der zur eiszeitlichen Glazialen Rinne der Grunewaldseenkette gehörte und 1915 nach langen Verlandungsprozessen zugeschüttet wurde.
Im Jahr 1354 wurde der Ort Schmargendorf erstmals urkundlich erwähnt. In dieser Zeit entstand auch die Dorfkirche Schmargendorf. Der Name Schmargendorf entstand aus Margrevendorf, was hochdeutsch Markgrafendorf bedeutet und auf die Besitzverhältnisse hinweist.

### Besitzverhältnisse
Bereits im 15. Jahrhundert gehörte es der Familie von Wilmersdorff. 1799 verkaufte Leopold Heinrich von Wilmersdorff (1732–1802) Schmargendorf an den Grafen von Podewils auf Gusow, Friedrich Heinrich von Podewils. Nach dessen Tod erwarb 1804 Karl Friedrich von Beyme Schmargendorf. 1807 bekamen die Bauern Gelegenheit, das von ihnen bewirtschaftete Land zu erwerben. Nach dem Ableben Beymes veräußerte seine Tochter Charlotte Gerlach das Gut Schmargendorf an den Preußischen Domänenfiskus.
Der Ort erhielt 1899 den Status eines selbstständigen Amtsbezirks (mit etwa 2000 Einwohnern). 1900 ließen die nunmehr etwa 3000 Einwohner das neue Rathaus (damals noch auf freiem Acker) bauen, nachdem die Gemeinde vor allem durch die Umsatzsteuer aus Grundstücksverkäufen der Bauern reich geworden war, die unter anderem für den Ausbau des Hohenzollerndamms seit 1899 zum breiten Boulevard nach dem Muster des Kurfürstendamms erforderlich waren.

### Internationale Ballon-Wettfahrten
Im Oktober 1908 fanden in Schmargendorf die internationalen Gordon-Bennett-Ballon-Wettfahrten statt. Die Ballons wurden beim Gaswerk Schmargendorf gestartet. Der größte Ballon „Conqueror“, geflogen von A. Holland Forbes und Augustus Post, stieß kurz nach dem Start gegen einen Zaun, verlor zwei Ballastsäcke, stieg schnell auf und riss drei Minuten nach dem Start auf. Die Flieger warfen den Ballast ab, als sie 910 m tief fielen. Ihr Abstieg wurde nur dadurch gebremst, dass sich der Stoff des Ballons im Netz verfing und einen groben Fallschirm bildete. Sie hielten sich an dem Ring über ihnen fest und hoben ihre Füße an, als der Korb durch das Ziegeldach eines Hauses im Berliner Vorort Friedenau krachte. Sowohl die Männer als auch ihre Instrumente blieben bei dem Absturz unversehrt.

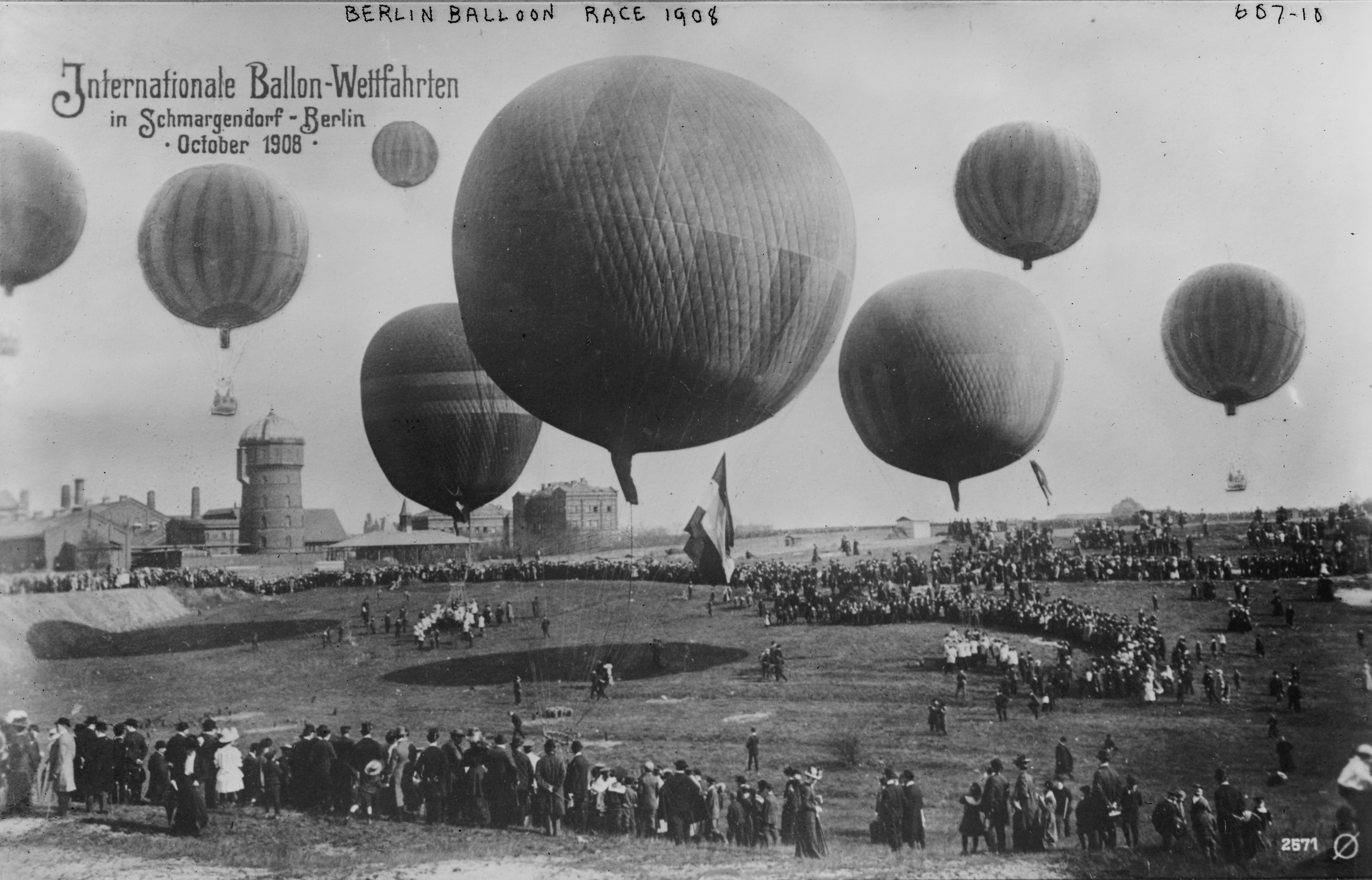
Ballons vor dem Gaswerk Schmargendorf
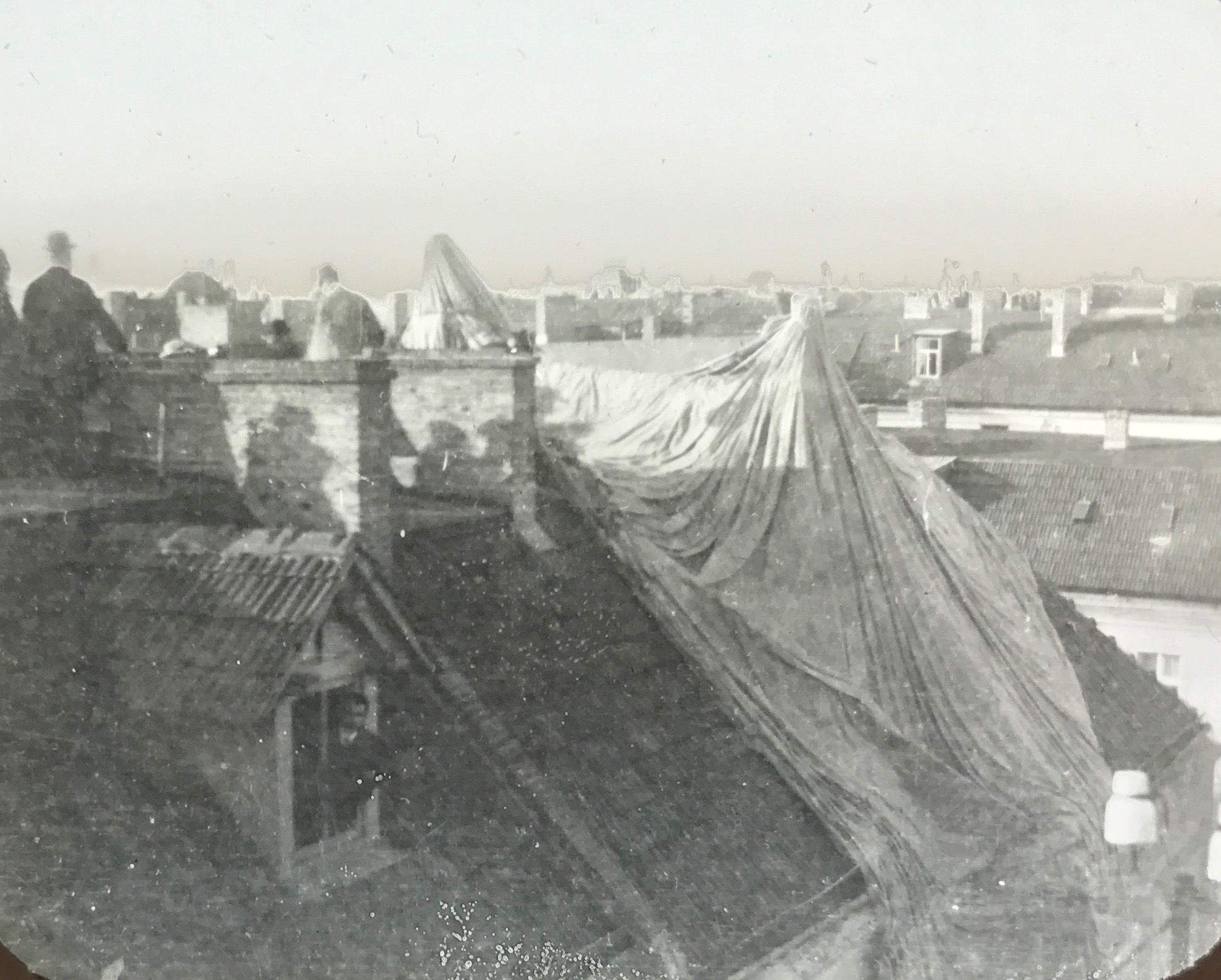
„Conqueror“ nach dem Absturz

### Eingemeindung
Die Landgemeinde Schmargendorf wurde 1920 aus dem Landkreis Teltow ausgegliedert und nach Groß-Berlin in den damals neuen Verwaltungsbezirk Wilmersdorf als Ortsteil eingemeindet, es hatte zu dieser Zeit 11.581 Einwohner.
Der Bezirk Wilmersdorf ging zum 1. Januar 2001 im neuen Bezirk Charlottenburg-Wilmersdorf auf, viele Bauwerke und Einrichtungen in Schmargendorf tragen (noch) den vormaligen Bezirksnamen, der also nicht als Ortsname zu verstehen ist, beispielsweise Stadion Wilmersdorf, Kraftwerk Wilmersdorf, Stadtbad Wilmersdorf und Wilmersdorfer Seniorenstiftung.

### Wappen
Obwohl Landgemeinden eigentlich kein Wappen besitzen sollten, bekam Schmargendorf am 9. Mai 1903 ein eigenes Wappen. Das Wappen ist schräglinks geteilt. Oben in silbernem Feld ist ein halber, springender, roter Hirsch und unten in blauem Feld eine silberne Lilie. Die beiden Wappenhälften symbolisieren die beiden Familien, in deren Besitz Schmargendorf einst war: Der Hirsch ist dem Wappen des Geschlechts derer von Podewils entnommen und die Lilie derer von Wilmersdorff, die im 14. Jahrhundert Anteile an Schmargendorf erworben hatten.
Mit der Eingemeindung nach Groß-Berlin verlor es seine Gültigkeit und verschwand aus dem amtlichen Gebrauch.

## Bevölkerung
| Jahr | Einwohner |
| ---- | --------- |
| 1858 | 00.299    |
| 1871 | 00.387    |
| 1880 | 00.468    |
| 1890 | 01.591    |
| 1900 | 03.175    |
| 1910 | 07.475    |
| 1919 | 11.581    |

| Jahr | Einwohner |
| ---- | --------- |
| 1930 | 21.647    |
| 1937 | 22.663    |
| 1946 | 11.376    |
| 1950 | 18.043    |
| 1960 | 23.370    |
| 1970 | 21.303    |
| 1987 | 20.546    |
| 2000 | 20.159    |

| Jahr | Einwohner |
| ---- | --------- |
| 2007 | 19.858    |
| 2010 | 19.972    |
| 2015 | 21.107    |
| 2020 | 22.733    |
| 2021 | 22.481    |
| 2022 | 23.797    |
| 2023 | 24.133    |
| 2024 | 24.132    |

Quellen: 1871–1919 Gross-Berlin: Geographie der Weltstadt, Friedrich Leyden 1933; 1930–1987 Statistisches Jahrbuch von Berlin (jeweilige Jahre); ab 2007 Statistischer Bericht A I 5. Einwohnerregisterstatistik Berlin. Bestand – Grunddaten. 31. Dezember. Amt für Statistik Berlin-Brandenburg (jeweilige Jahre)

## Sehenswürdigkeiten und Kultur

### Bauwerke

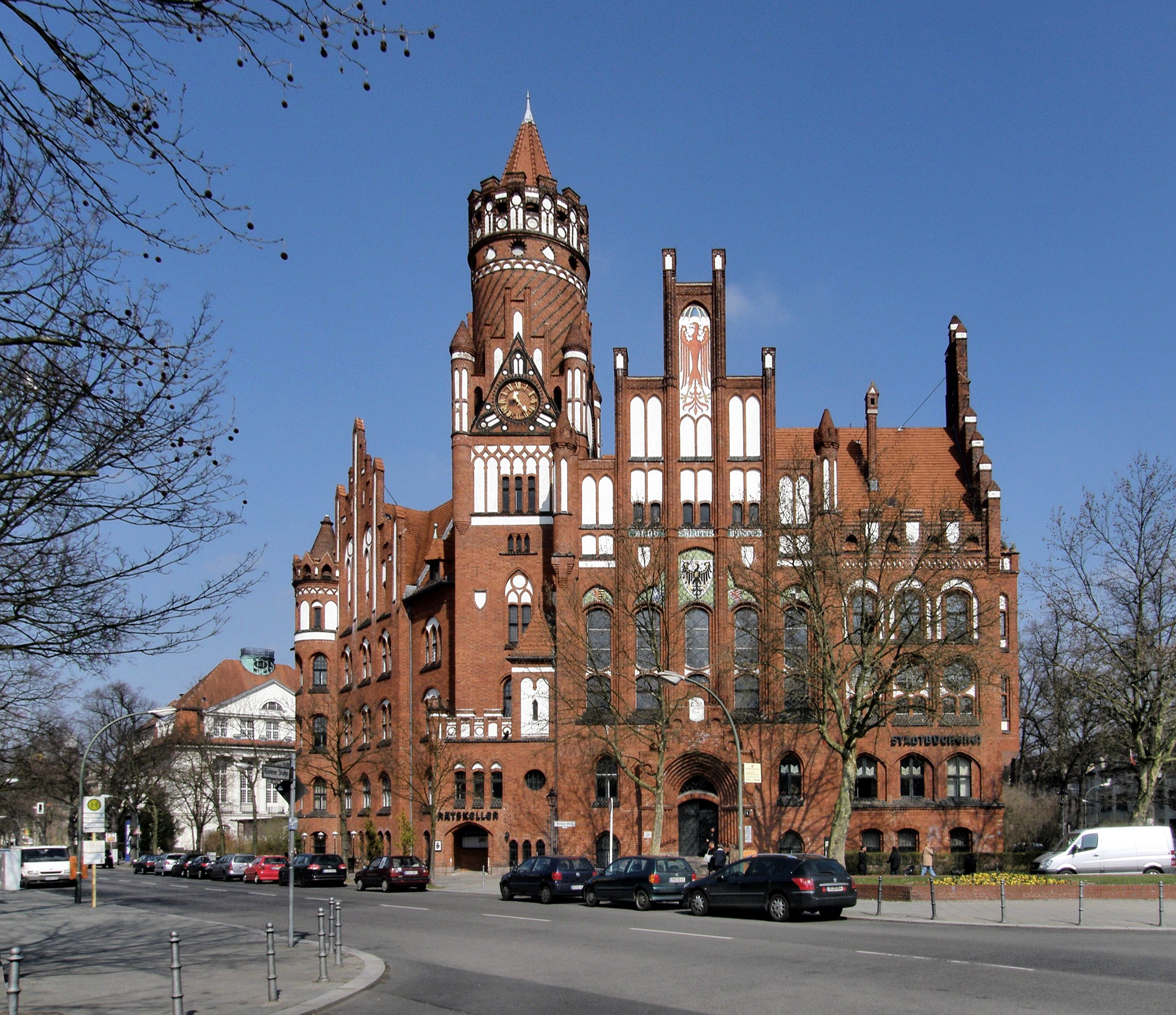
Rathaus Schmargendorf

Das Rathaus Schmargendorf am Berkaer Platz wurde von 1900 bis 1902 von Otto Kerwien im Stil märkischer Backsteingotik erbaut und orientiert sich an mittelalterlichen Vorbildern aus Stendal und Tangermünde. Seit 1920 befindet sich in dem Gebäude unter anderem das bezirkliche Standesamt.
Die Dorfkirche Schmargendorf aus dem 14. Jahrhundert ist eine typische märkische Feldsteinkirche. Mit einer nutzbaren Fläche von 66 m² ist sie die kleinste erhaltene Kirche Berlins. Der Fachwerk-Dachreiter wurde 1831 errichtet und ist seit 1957 holzverkleidet. 1937/1938 wurde die Kirche weitgehend in den ursprünglichen frühgotischen Zustand zurückversetzt und 1990 bis 1992 umfassend saniert. Das barocke Kruzifix im Kircheninneren wird auf etwa 1700 datiert.
Die Kreuzkirche von 1929 am Hohenzollerndamm 130 ist einer der wenigen expressionistischen Sakralbauten.
Das Hochhaus am Roseneck war eines der ersten Hochhäuser Berlins. Es wurde zwischen 1954 und 1955 nach Plänen von Franz Heinrich Sobotka und Gustav Müller errichtet und hat 15 Stockwerke. Wegen des Y-förmigen Grundrisses besitzen alle Wohnungen mindestens ein nach Süden ausgerichtetes Zimmer. Das Dach wurde im Sommer 2009 für den Brandschutz genutzt, um den nahen Grunewald zu beobachten.
Das ehemalige Geburtshaus Dahlem an der Lentzeallee war von 1923 bis 1971 ein von den Missionsschwestern vom „Heiligsten Herzen Jesu“ von Hiltrup geführtes Entbindungsheim, danach wurde es von Senatsverwaltungen genutzt. Seit März 2003 beherbergt es den internationalen Zug der privaten Kantschule, die Berlin International School.
Das 1929 eröffnete Kino Germania an der Ruhlaer Ecke Hundekehlestraße wurde im Zweiten Weltkrieg zerstört. Die drei nach dem Krieg noch erhaltenen Lichtspielhäuser in Schmargendorf – das Dedy in der Warnemünder Straße (heute: Aldi), das Kino Melodie in der Marienbader Straße (in den 1950er Jahren im Gebäude der AEG an der Cunostraße) und das Deutsche Lichtspielhaus (seit 1951: Kammerspiele Schmargendorf) in der Breiten Straße 33, etwa 100 Meter neben der Dorfkirche, fielen dem Kinosterben in den 1960er und 1970er Jahren anheim. Zwei wurden in Supermärkte umgewandelt, das letztere abgerissen.

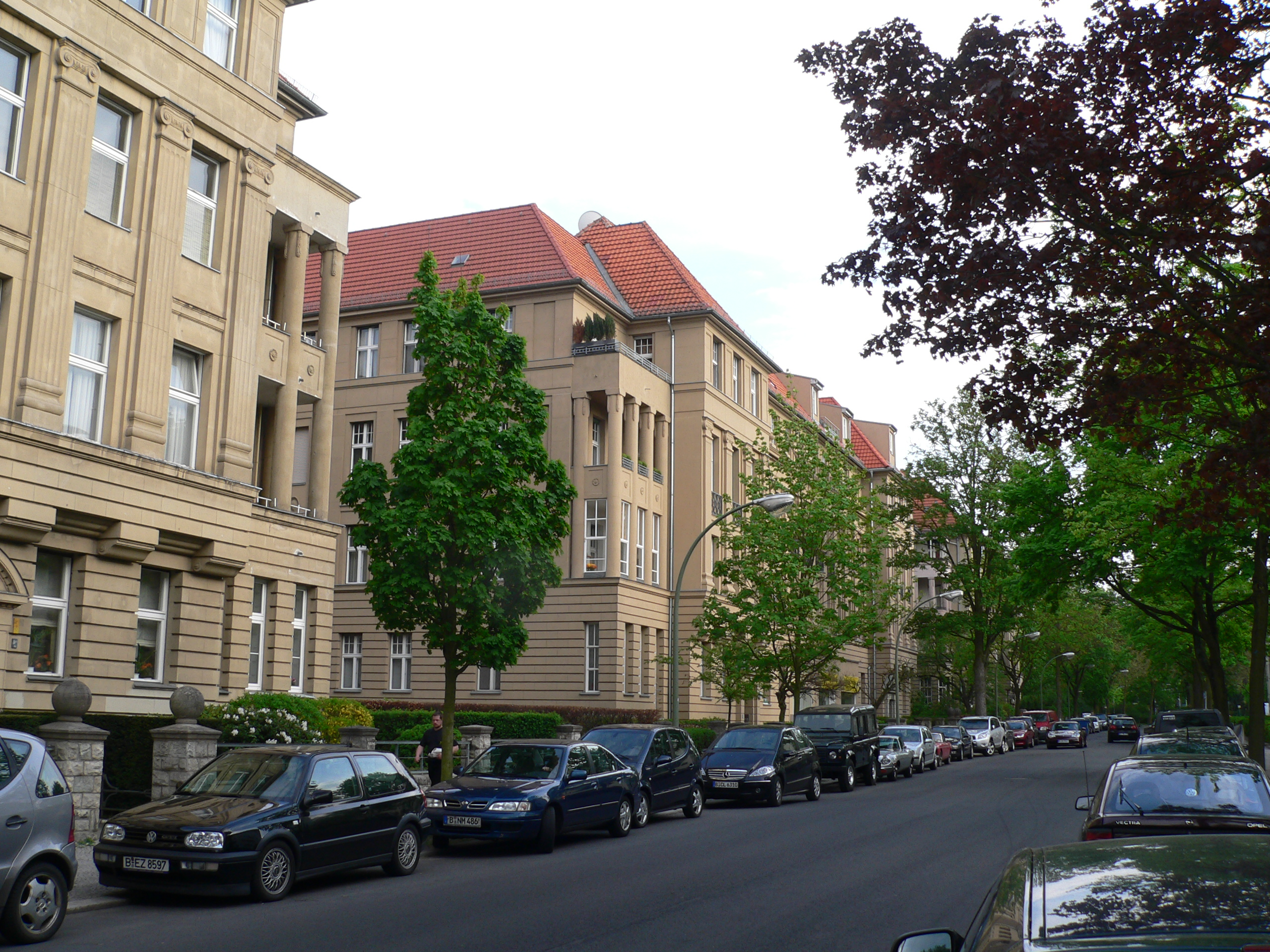
Franzensbader Straße

Der alte Verlauf der Breiten Straße mit vielen alten Gebäuden fiel einer Begradigung und Verbreiterung für Neubauten zum Opfer. Die Straßenbahn (Linie 51 vom Roseneck zum Bahnhof Zoo), die sich durch den leicht gewundenen Straßenlauf schlängelte, wurde durch eine Buslinie (ehemalige Linie A60, heute Linie 249) ersetzt.
Im Jahr 2018 wurde an der Fritz-Wildung-Straße eine sogenannte Tempohome-Gemeinschaftsunterkunft (Wohncontainer) für bis zu 160 Geflüchtete eröffnet, die erste dieser Art im Bezirk Charlottenburg-Wilmersdorf.

### Straßen und Plätze
In Schmargendorf befinden sich 78 gewidmete Straßen und 9 Plätze. 18 Straßen davon setzen sich in benachbarten Ortsteilen mit dem gleichen Namen fort. Die Gesamtlänge dieser Straßen im Ortsteil beträgt 39,5 Kilometer.

### Parks und Gartenanlagen
- Messelpark
- Carl-Ludwig-Schleich-Promenade nördlich der Plöner Straße mit einem Gedenkstein für den Arzt und Dichter Carl Ludwig Schleich[7]
- Betty-Hirsch-Platz am Roseneck, benannt nach der blinden Sängerin und Pädagogin Betty Hirsch; langfristig entsteht ein Duft- und Tastgarten.[8] Im Jahr 2022 wurde als erstes eine ertastbare Skulptur aus verschiedenen Natursteinen errichtet, die von der Künstlerin Semra Sevin den Namen (In)Visible Differences erhielt.[9]
- Südlicher Teil der Robert-Stolz-Anlage neben Clayallee und Dünkelbergsteig, erinnert an den Komponisten Robert Stolz[8]
- Flinsberger Platz mit drei durch Hecken getrennten Gartenräumen[10]
- Kissinger Platz, in den 1920er Jahren geschaffenes Gartendenkmal[11]
- Kleingartenkolonien: Alt-Rheingau, Blaupunkt, Friedrichshall, Kissingen, Mannheim, Oeynhausen, Paulsborn-Kudowa
- Regenrückhaltebecken Forckenbeckstraße

## Wirtschaft

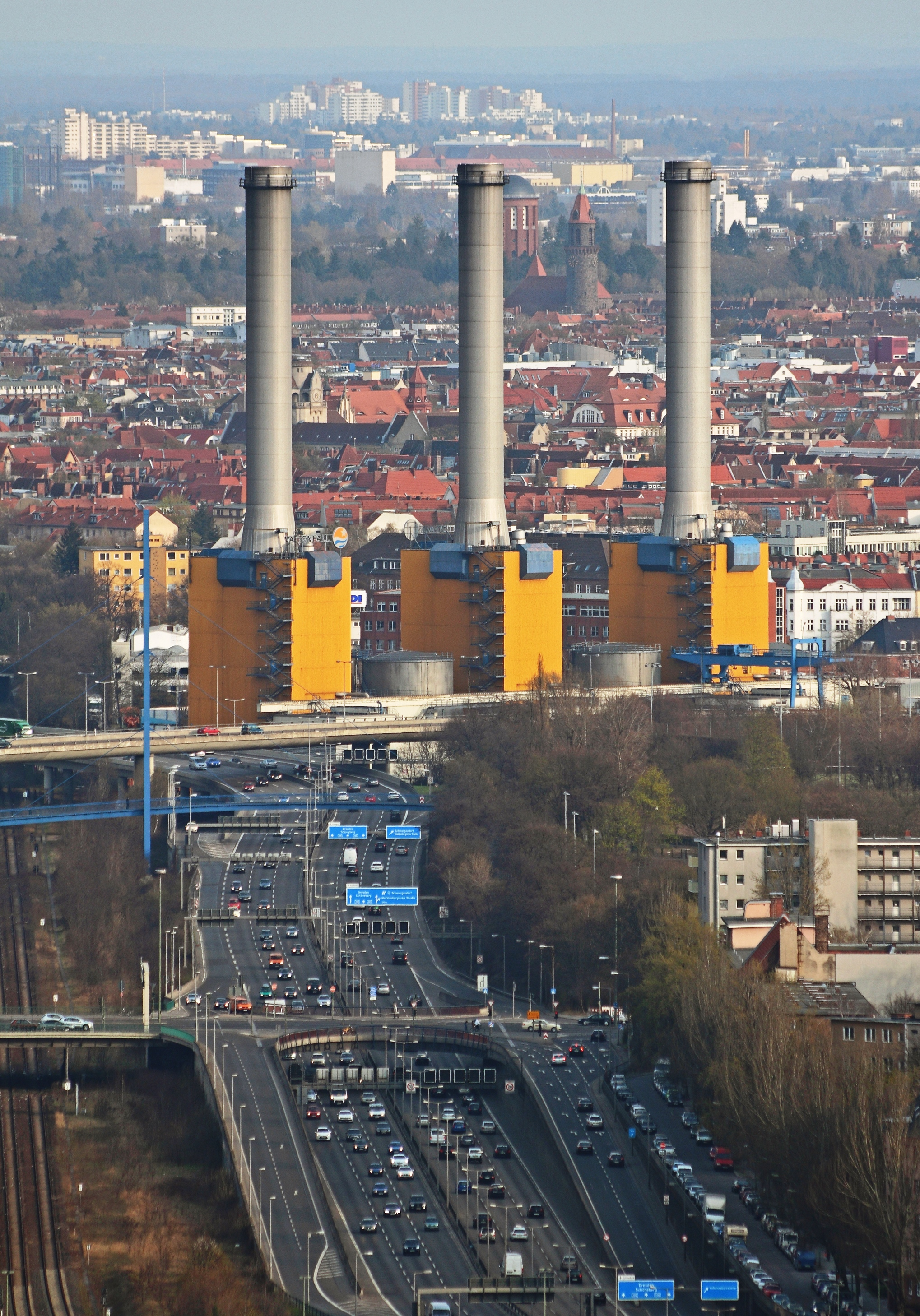
Kraftwerk Berlin-Wilmersdorf vom Funkturm gesehen, im Vordergrund der Stadtring

Das Kraftwerk Wilmersdorf in der Forckenbeckstraße 3–6 wurde 1977 als Spitzenlastkraftwerk auf dem Gelände des 1964 abgebauten Elektrizitätswerks von 1911 errichtet. Es arbeitete nach dem Prinzip der Kraft-Wärme-Kopplung, erzeugte also gleichzeitig Strom und Wärme. Seit April 2021 ist das Kraftwerk außer Betrieb; der ehemalige Betreiber des Kraftwerks, das Energieversorgungsunternehmen Vattenfall, baut es seit Juni 2021 zurück.  Die weithin sichtbaren drei Schornsteine wurden 2022 abgerissen.
Das Werk Berlin der Zigarettenfabrik Reemtsma in der Mecklenburgischen Straße 32 war die größte Industrieanlage in Schmargendorf. Sie wurde zwischen 1958 und 1959 auf einem früheren Kleingartengelände errichtet. Wegen zeitweiliger Geruchsbelästigung wurde der markante Schornstein in den 1980er Jahren erhöht. Schon vorher hatte die Firma als Ausgleich den Kindern der Schulen des Bezirks das ehemalige Firmenerholungsheim Iserhatsche in der Lüneburger Heide als Schullandheim zur Verfügung gestellt. 2008 entschied der Konzern Imperial Tobacco, den Standort aufzugeben, im Juni 2012 wurde die Fabrik endgültig geschlossen. Seit 2018 arbeitet ein privater Investor an der Revitalisierung des Geländes als gemischtes Gewerbe- und Wohngebiet.
Das ehemalige Gelände der Firma Bosch in der Forckenbeckstraße 9–13 wurde 1995 für die industrielle Nutzung aufgegeben und umgebaut. Inzwischen stellt es als Gewerbegebiet Schmargendorf einen der fünf wichtigen Wirtschaftsstandorte im Bezirk Charlottenburg-Wilmersdorf dar.
Der Schulbuchverlag Cornelsen errichtete 2004 an der Mecklenburgischen Ecke Friedrichshaller Straße einen neuen Firmensitz. Die bisherigen Gebäude des Verlags – auf der gegenüberliegenden Straßenseite der Mecklenburgischen Straße und somit im Ortsteil Wilmersdorf gelegen – werden weiterhin genutzt. Der Verlag beschäftigt an diesem Standort rund 650 Mitarbeiter.
Auf dem ehemaligen AEG-Gelände am Hohenzollerndamm ist nach 2013 ein Medienzentrum für die Filmindustrie entstanden.
In der Auguste-Viktoria-Straße 66 hatten in der Mitte des 20. Jahrhunderts der Ausschuss für wirtschaftliche Fertigung (AWF) und die Rationalisierungsgemeinschaft Verpackung (RGV), zwei Unterorganisationen des Rationalisierungs-Kuratoriums der Deutschen Wirtschaft (RKW) ihren Sitz.
Die Breite und die Berkaer Straße bilden als Einkaufsstraßen mit zahlreichen Gewerbetreibenden das Zentrum Schmargendorfs.

## Verkehr

### Öffentlicher Personennahverkehr

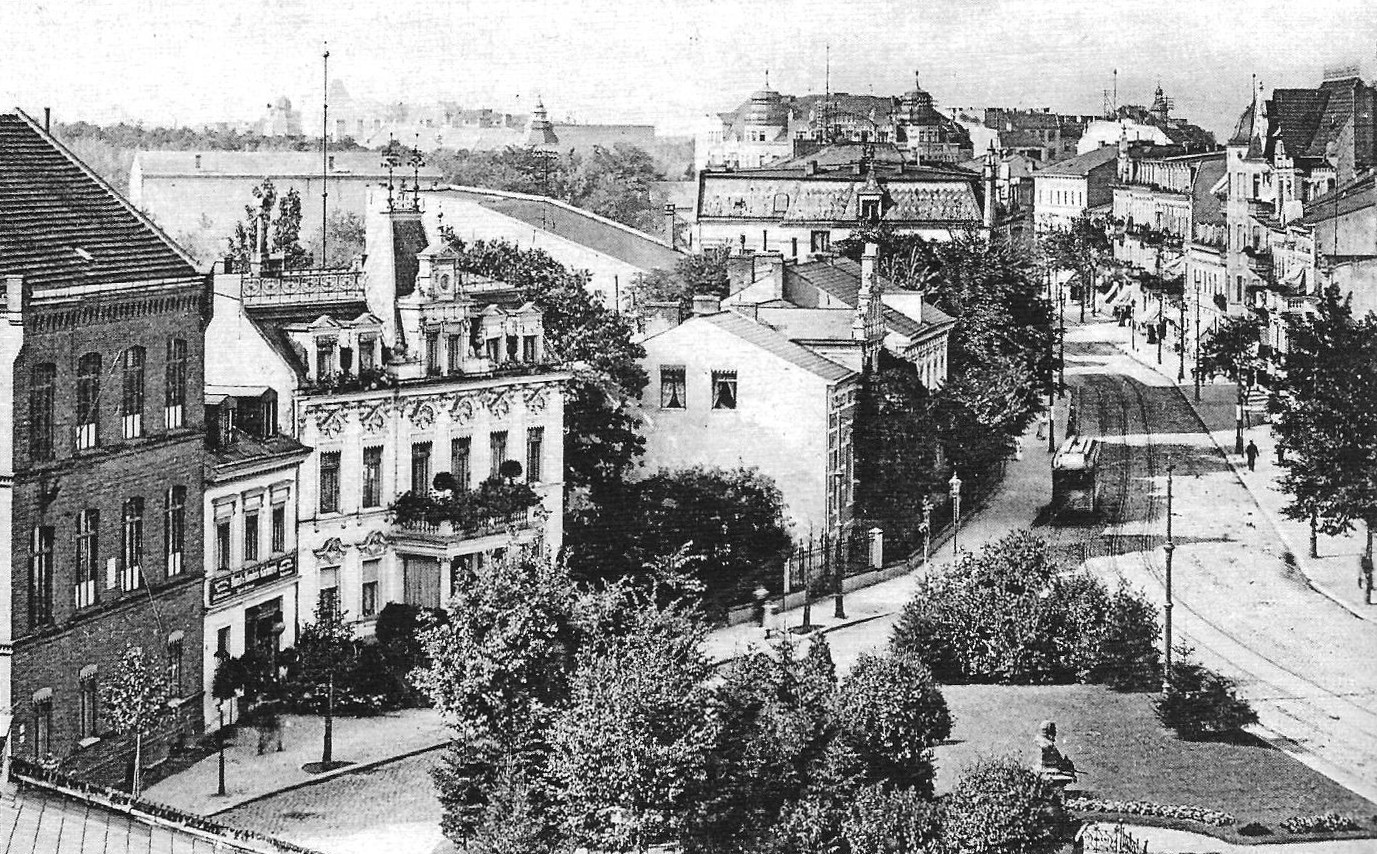
Straßenbahn-Triebwagen der Westlichen Berliner Vorortbahn in der Breiten Straße, um 1910

Der am 15. Dezember 1883 eröffnete und etwa zwei Kilometer außerhalb des Ortskerns liegende Ringbahnhof Berlin-Schmargendorf, der heute Heidelberger Platz heißt, liegt bereits auf Wilmersdorfer Gebiet und bildet mit dem gleichnamigen U-Bahnhof eine Einheit. Einige Betriebseinrichtungen der S-Bahn, wie das Gleichrichterunterwerk in der Falkensteiner Straße, liegen auf Schmargendorfer Gebiet.
In Schmargendorf verkehrten seit dem 18. Mai 1888 Straßenbahnen: Die Wilmersdorf-Schmargendorfer Dampfstraßenbahn Reymer & Masch fuhr von Schöneberg (Zwölf-Apostel-Kirche – Schöneberg – Grunewaldstraße) über Wilmersdorf, Wilhelmsaue, durch die Mecklenburgische Straße nach Schmargendorf. Das Berliner Dampfstraßenbahn-Konsortium führte die Strecke ab 1889 weiter bis zur Hundekehle. Im Mai 1898 schloss das Konsortium mit den Gemeinden Wilmersdorf, Steglitz, Friedenau, Schmargendorf und Kolonie Grunewald Verträge zur Umwandlung der Vorortdampfbahnen in elektrische Bahnen mit Oberleitung. Am 30. April 1957 wurde die letzte in Schmargendorf verkehrende Straßenbahnlinie 51 (Roseneck – Bahnhof Zoo) eingestellt und durch die Buslinie A60 – die heutige Linie 249 – ersetzt.
Am Roseneck enden die Buslinien M29, 249 und teilweise 186. Das Roseneck ist auch über die Buslinien X10 und 115 zu erreichen. Die Buslinien 110 und 310 fahren durch den Ortsteil. In den Nachtstunden wird der ÖPNV in Schmargendorf durch die Nachtbuslinie N10 gewährleistet.

### Individualverkehr
Die Stadtautobahn A 100 berührt mit der Schmargendorfer Brücke den Ortsteil und verläuft zwischen den Anschlussstellen 14 – Schmargendorf (ehemals: Wilmersdorfer Kreuz) und 12 (Südteil) – Kurfürstendamm noch auf Schmargendorfer Ortsteilgebiet. Die eigentlichen Autobahnzufahrten sind die Anschlussstellen 13 – Hohenzollerndamm und 14 (Südteil) – Kurfürstendamm sowie die Anschlussstelle 3 – Mecklenburgische Straße der ehemaligen A 104, die heute ein Ast der A 100 ist.

## Öffentliche Einrichtungen
In Schmargendorf befinden sich

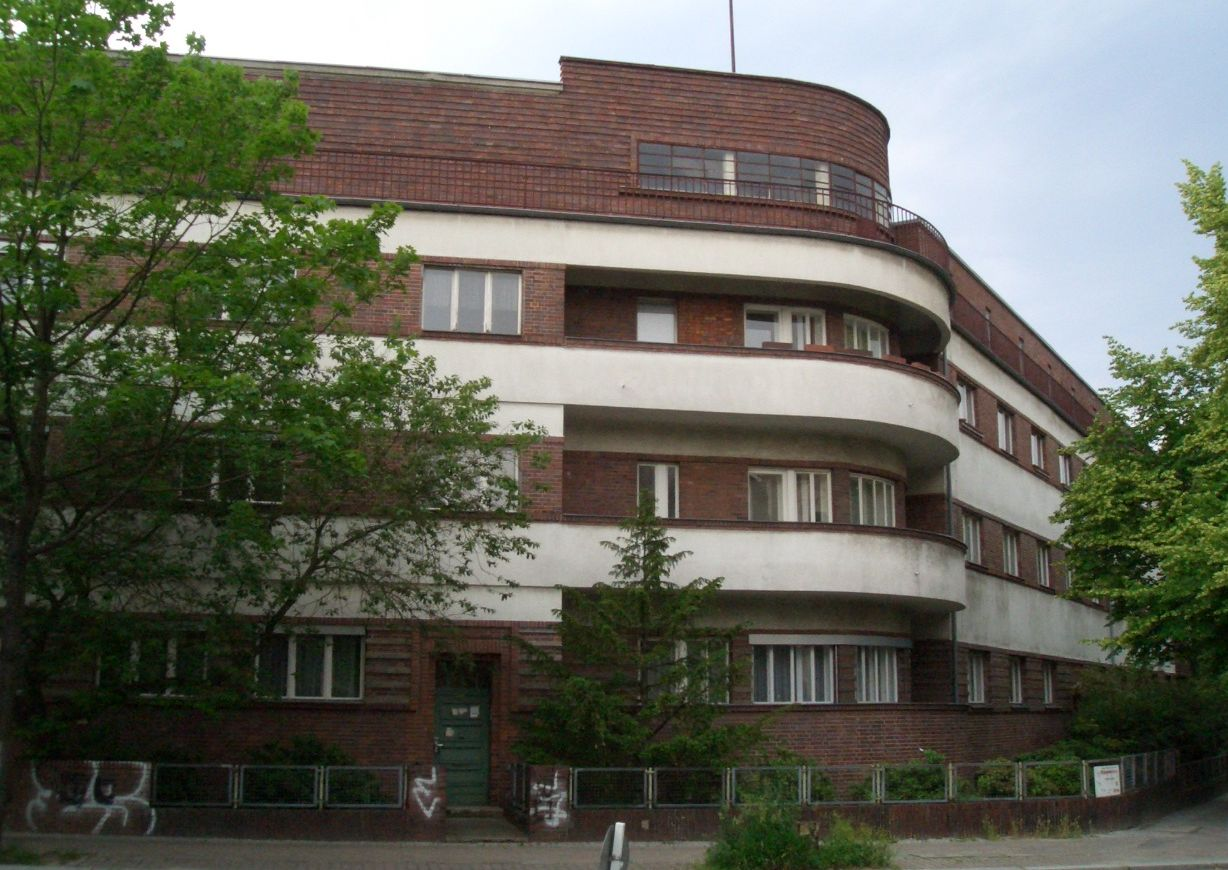
Altersheim der Jüdischen Gemeinde zu Berlin

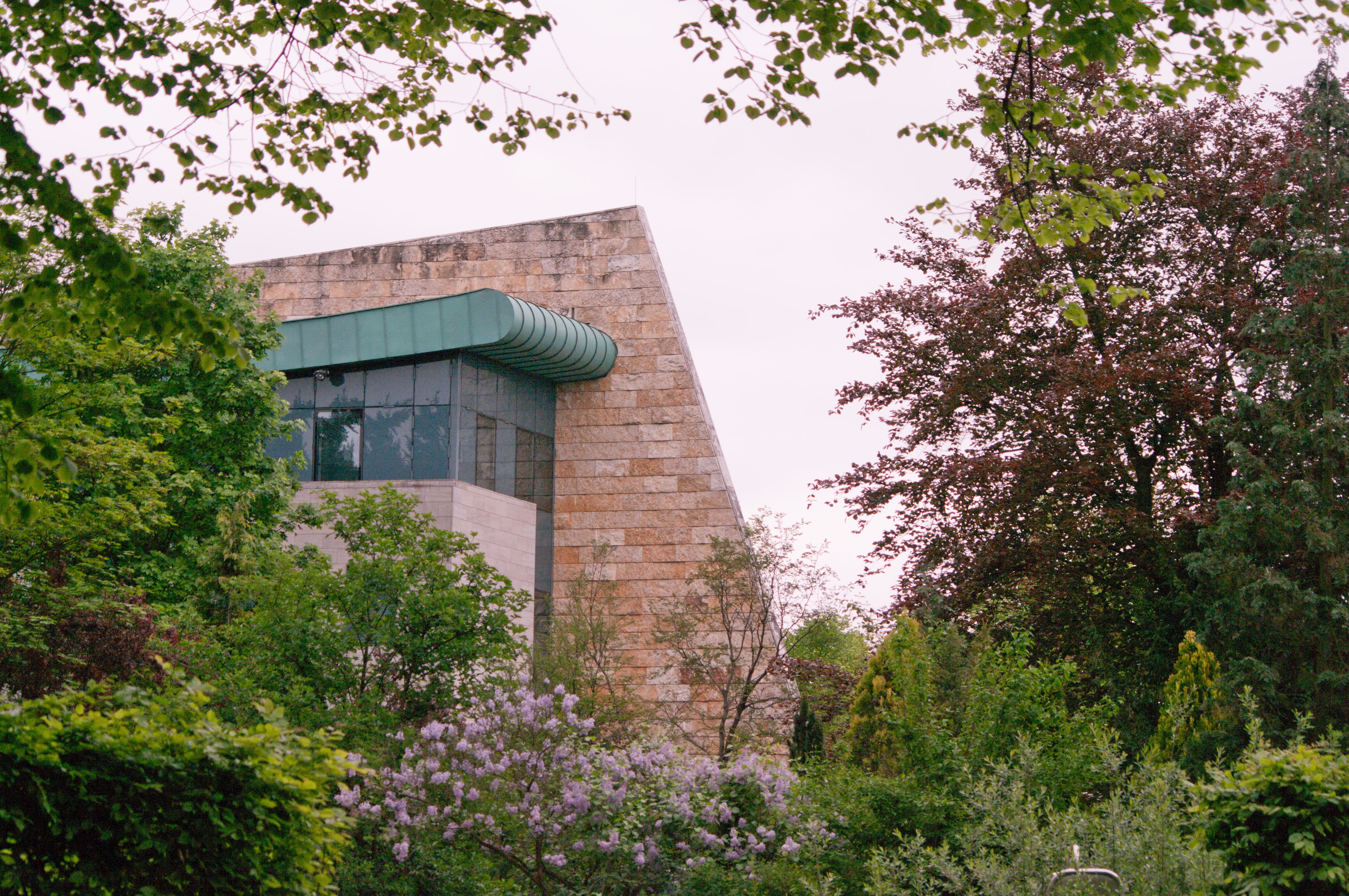
Israelische Botschaft

- Martin-Luther-Krankenhaus, Caspar-Theyß-Straße 27–31
- Paul Gerhardt Diakonie Hospiz, Auguste-Viktoria-Straße 10
- Jugendfreizeitheim, Plöner Straße[18]
- Altersheim der Jüdischen Gemeinde zu Berlin, Berkaer Straße 31–35
- Erstaufnahmeheim für Wohnungslose, Forckenbeckstraße[19]

sowie im Rathaus Schmargendorf
- Standesamt
- Adolf-Reichwein-Bibliothek, benannt nach Adolf Reichwein
- ein Teil der Musikschule Charlottenburg-Wilmersdorf

Von 1946 bis 2013 befand sich im Palais Gerstenberg in der Hammersteinstraße 20 das Park-Sanatorium Dahlem, zuletzt betrieben vom Deutschen Roten Kreuz.
Botschaften
- Botschaft Lettlands, Reinerzstraße 40/41[20]
- Israelische Botschaft, Auguste-Viktoria-Straße 74
- Palästinensische Mission, Rheinbabenallee 8[21]

### Kirchen und Glaubensgemeinschaften

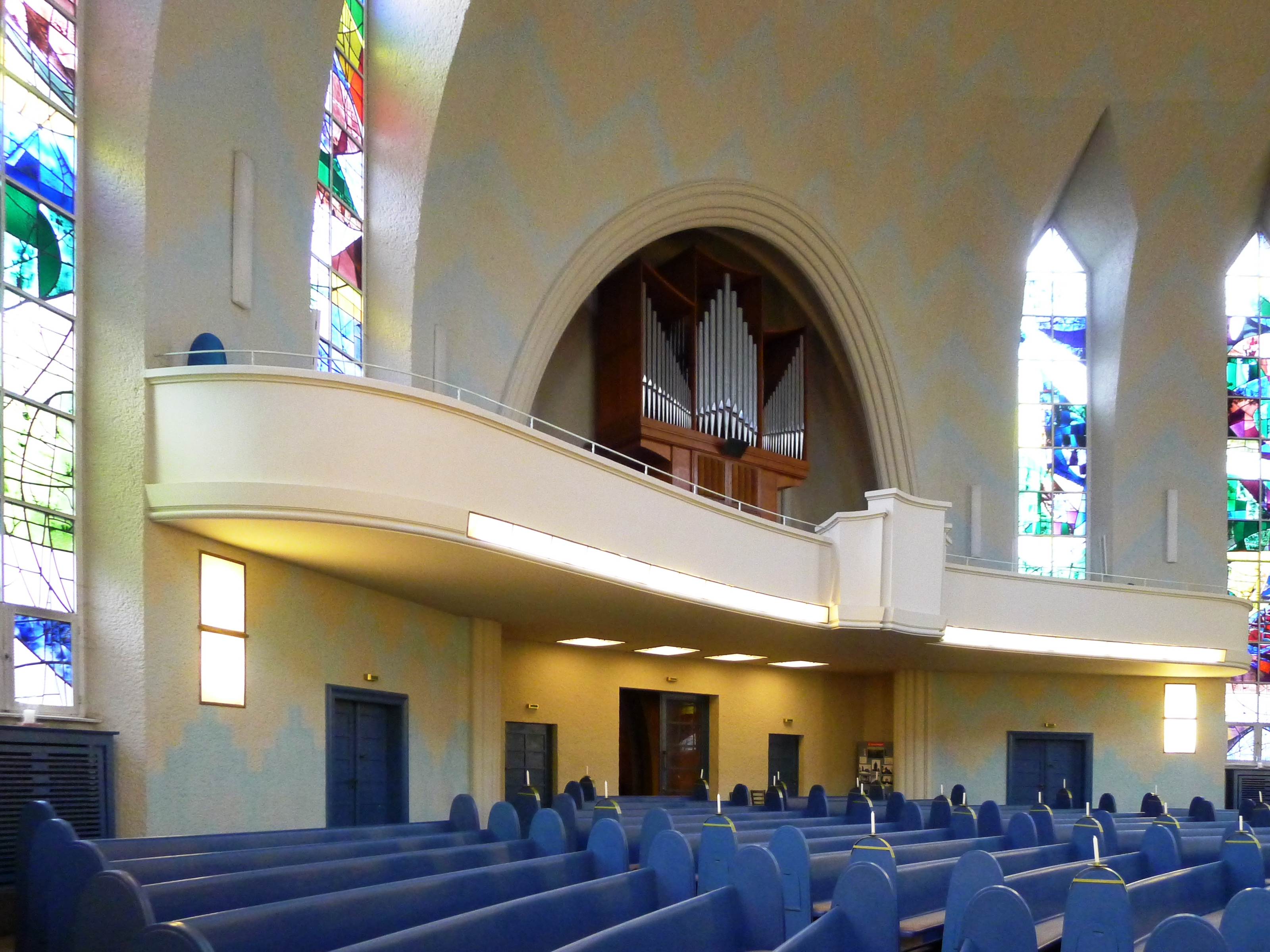
Expressionistische Kreuzkirche von 1927

- Dorfkirche Schmargendorf (Breite Straße 38 Ecke Kirchstraße) und Gemeindehaus (Kirchstraße 15/16 Ecke Misdroyer Straße, evangelische Kirchengemeinde Alt-Schmargendorf)
- Kreuzkirche und Gemeindehaus (evangelische Kreuzkirchengemeinde) (Forckenbeckstraße Ecke Hohenzollerndamm 130a)
- Salvator-Kirche und -Kolleg (Berliner Hauptsitz der Ordensgemeinschaft der Salvatorianer) (römisch-katholisch, Tölzer Straße 25)
- Gemeindezentrum der Neuapostolischen Kirche (Gemeinde Schmargendorf, Warnemünder Straße 3)
- Synagoge Grunewald (Franzensbader Straße), 1938 in der Reichspogromnacht zerstört

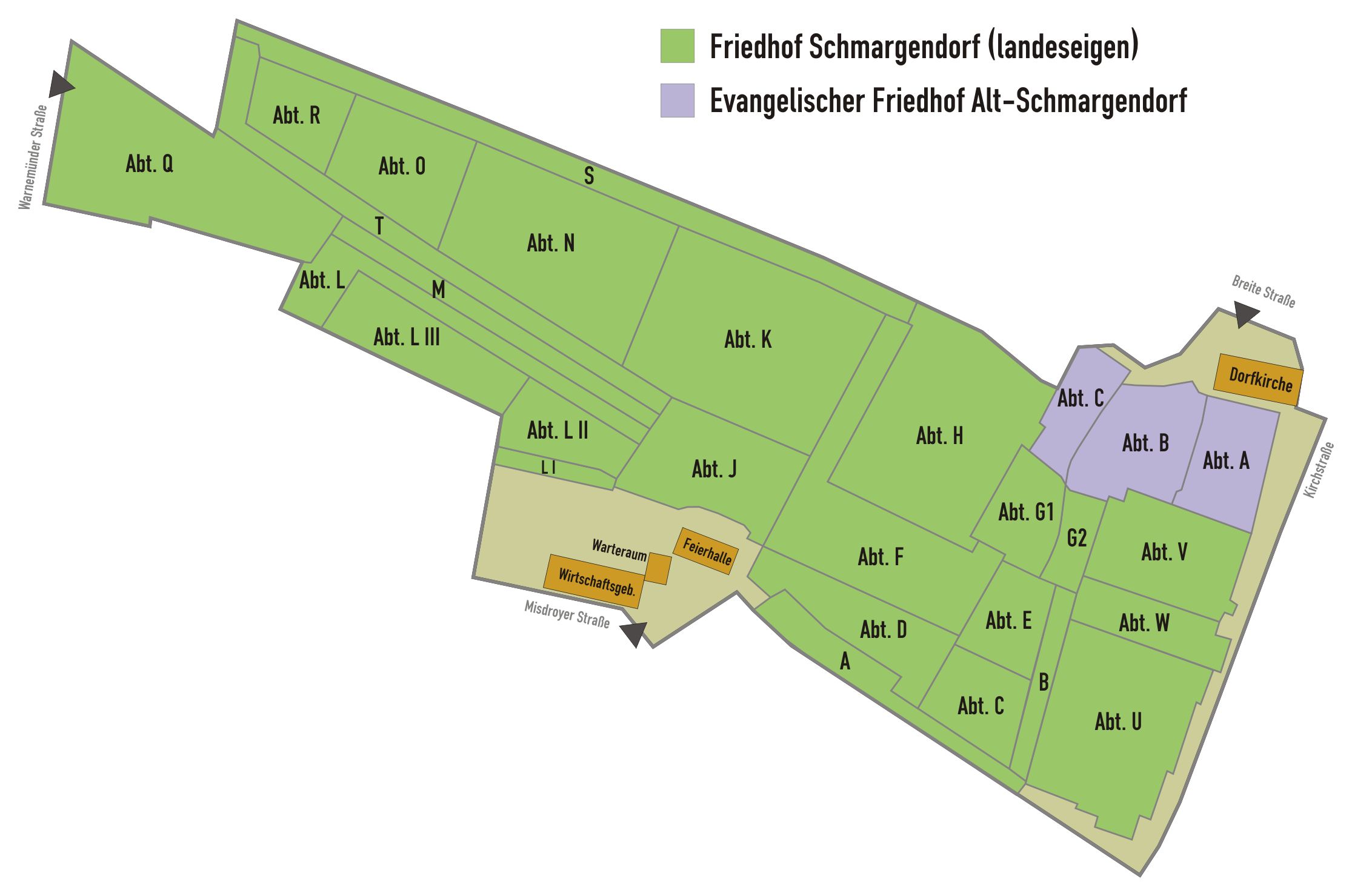
Friedhöfe in Schmargendorf

### Friedhöfe in Schmargendorf
- Friedhof Schmargendorf
- Evangelischer Friedhof Alt-Schmargendorf

Beide Friedhöfe sind in einer Anlage vereint, der Kirchhof besteht aus den Abteilungen A, B und C in unmittelbarer Umgebung der Dorfkirche Schmargendorf.

### Schulen
Grundschulen
- Alt-Schmargendorf-Grundschule, Reichenhaller Straße 8
- Carl-Orff-Grundschule, Berkaer Straße 9/10[22]
- Judith-Kerr-Grundschule (staatliche Europaschule Berlin – Französisch), Friedrichshaller Straße 13

Sekundarschulen
- Sekundarschule Wilmersdorf, Kranzer Straße 3

Gymnasien

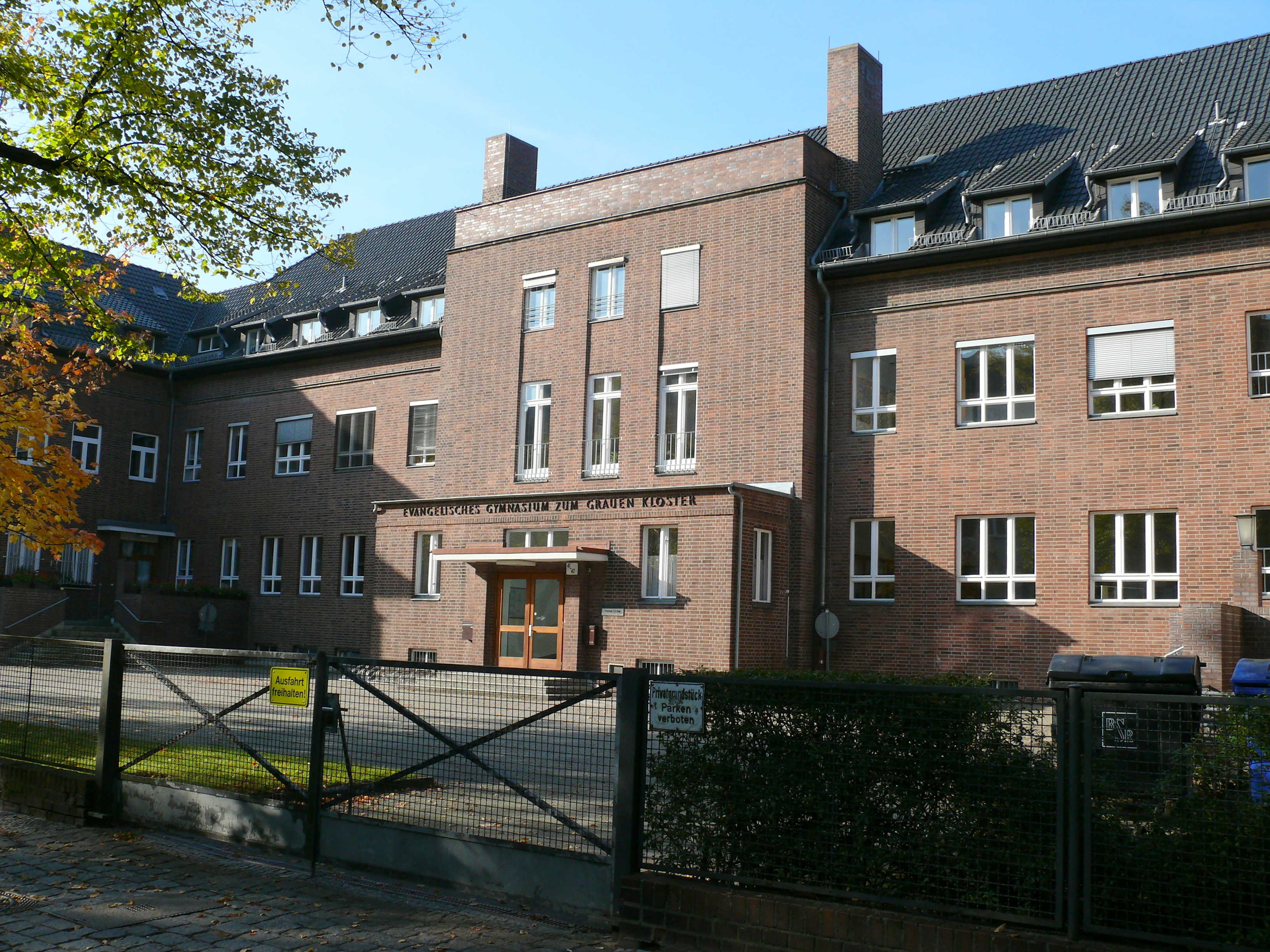
Gymnasium zum Grauen Kloster

- Gymnasium zum Grauen Kloster, Salzbrunner Straße 41

Private Schulen
- Von 1935 bis 1939 befand sich am Hohenzollerndamm 110 die nach Leonore Goldschmidt benannte Höhere Jüdische Privatschule Dr. Leonore Goldschmidt. Sie war die größte jüdische Privatschule Berlins. Die zeitweise über 500 Schüler konnten sich für ein Studium an der Universität Cambridge examinieren lassen.[23]
- Berlin International School: Etwa 50 Kindergartenkinder, 240 Vor- und Grundschüler sowie rund 160 Oberstufenschüler aus 52 Nationen werden im internationalen Zug der privaten Kantschule unterrichtet.

Weiterführende Bildungseinrichtungen
- 1926 wurde in Schmargendorf eine Staatliche Fachschule für Wirtschaft und Verwaltung gegründet.[24]
- Die Marie-Elisabeth-Lüders-Oberschule (Hauswirtschaftliche Berufsfachschule) ist 1983 aus der Friedrichshaller Straße in die Räume der Viktoria-Fachschule in Berlin-Schöneberg umgezogen.
- Von 1970 bis 1999 befand sich im heutigen Gebäude der lettischen Botschaft in der Reinerzstraße 40 die Evangelische Fachhochschule für Sozialarbeit und Sozialpädagogik.[20]
- Bis 1998 befand sich auf dem heutigen Gelände der Israelischen Botschaft in der Reinerzstraße / Ecke Auguste-Viktoria-Straße das Oberlin-Seminar des Diakonischen Werkes.
- Akademie der Konditoren-Innung Berlin (Fachschule für Konditoren) in der Forckenbeckstraße 55 / Weinheimer Straße 13.[25]
- Schule für Gesundheits- und Krankenpflege der Paul Gerhardt Diakonie am Hohenzollerndamm 150.

### Sportstätten
Auf dem Gelände zwischen Stadtring, Forckenbeck-, Cuno- und Fritz-Wildung-Straße (1937–1968: Lochowdamm) befinden sich mehrere Sportstätten, die nach dem Zweiten Weltkrieg aus Trümmerschutt auf dem Gelände des ehemaligen Gaswerkes errichtet wurden. Das Fußball-Stadion Wilmersdorf ist Spielstätte des BSV 92. Wegen drastischen Zuschauerschwundes wurden die Tribünen der Nordkurve 1984 mit Wein bepflanzt.
Im Jahr 1974 wurde in unmittelbarer Nachbarschaft das heutige Horst-Dohm-Eisstadion (ehemals: Eisstadion Wilmersdorf) eröffnet. Es verfügt neben anderen über eine 6170 m² große Eisfläche sowie eine olympiagerechte 400-Meter-Eisschnelllaufbahn. 1985 fand hier das erste Eisschnelllauf-Weltcuprennen in Deutschland statt.
Außerdem befinden sich auf dem Gelände das Sommerbad Wilmersdorf (ehemals: Lochowbad) und das Stadtbad Wilmersdorf II der Berliner Bäder-Betriebe sowie mehrere Sporthallen. Die Werner-Ruhemann-Sporthalle wurde zwischen 1961 und 1964 erbaut und am 22. April 1993 durch Brandstiftung zerstört. Sie wurde wieder aufgebaut und am 26. November 1994 neu eröffnet. Sie ist nach dem Internisten und Sportarzt Werner Ruhemann (1895–1953) benannt, der 1951–1953 der 1. Vorsitzende des Berliner Landessportbundes war.
Die Horst-Käsler-Sporthalle wurde zwischen 1987 und 1991 erbaut. Sie ist nach Horst Käsler benannt, dem Handballnationalspieler, Trainer der Handballnationalmannschaft und Professor für Didaktik.
In der Forckenbeckstraße 20 wurde 2008 eine moderne Sporthalle errichtet, die 2009 den Namen des Sportlers und Sportmediziners Harald Mellerowicz erhielt.
Schließlich wurden auf dem Gelände mehrere Fußball- und Tennisplätze sowie eine Tennishalle errichtet. In der Cunostraße befindet sich die Mehrzweckanlage Forckenbeckstraße, die durch den Sportschützenverein Kleinkaliberschützen Berlin e. V. genutzt wird.
Die Fritz-Wildung-Straße 10 beherbergt das Kart-Trainingsgelände des MSC Berlin.
Seit 1935 liegen am Flinsberger Platz die Tennisplätze des Grunewald Tennis-Clubs.
Die traditionsreiche Gewichtheber-Halle in der Karlsbader Straße wird gegenwärtig vom Athletik Club Heros Berlin genutzt.

## Persönlichkeiten

### Söhne und Töchter des Ortsteils
- John Heartfield (1891–1968), Maler und Grafiker
- Franz Weller (1901–1994), Oberst der Bundeswehr
- Katrine Harries (1914–1978), Grafikerin und Illustratorin, die 1939 nach Südafrika emigrierte
- Cay-Hugo von Brockdorff (1915–1999), Kunstwissenschaftler, Widerstandskämpfer gegen den Nationalsozialismus
- Walther Thiede (1931–2011). Pharmazeut, Geschäftsführer und Ornithologe
- Lutz Reichardt (1934–2009), Bibliothekar und Ortsnamensforscher
- Karin Herrmann (1936–2018), Physikerin und Hochschullehrerin
- Hansjürgen Bulkowski (1938–2024), Schriftsteller
- Utz Böhner (* 1967), prähistorischer Archäologe

### Mit Schmargendorf verbundene Persönlichkeiten
- Friedrich Carl Andreas (1846–1930), Iranist und Orientalist, Ehemann von Lou Andreas-Salomé, der Geliebten seines Nachbarn Rainer Maria Rilke in der Hundekehlestraße 11 von 1892 bis 1903
- Lou Andreas-Salomé (1861–1937), russisch-deutsche Schriftstellerin, lebte 1892–1903 in der Villa Waldfrieden, Hundekehlestraße 11
- Adam Stegerwald (1874–1945), christlicher Gewerkschafter, Politiker (Zentrum), lebte von 1921 bis 1934 in der Zoppoter Straße 6 und von 1934 bis 1944 am Hohenzollerndamm
- Rainer Maria Rilke (1875–1926), Lyriker, lebte von 1898 bis 1900 in der Villa Waldfrieden an der Hundekehlestraße 11 und schrieb dort u. a. den Cornet
- Gerhard Lüdtke (1875–1944), Philologe und Verlagsdirektor, lebte in der Friedrichshaller Str. 17 und in der Cunostraße 50
- Hugo Nehmiz (1879–1967), evangelischer Pfarrer in Schmargendorf von 1915 bis zu seinem Ruhestand am 1. Oktober 1951
- Alexander Granach (1890–1945), Schauspieler, lebte 1931–1933 in der Heiligendammer Straße 17a
- Fritz Lang (1890–1976), Regisseur, wohnte mit seiner zweiten Ehefrau, der Schauspielerin Thea von Harbou, am Hohenzollerndamm 52
- Willy Birgel (1891–1973), Schauspieler, wohnte in der Marienbader Straße 1
- Paul Merling (1895–1945), Bildhauer, lebte in der Sulzaer Straße 13
- Walter Franck (1896–1961), Theater- und Filmschauspieler, lebte in der Reichenhaller Straße 4 Ecke Kolberger Platz
- Theo Mackeben (1897–1953), Komponist, wohnte mit seiner Ehefrau, der Schauspielerin Loni Heuser, in der Kissinger Straße 60
- Walter Felsenstein (1901–1975), Gründer und Intendant der Komischen Oper, lebte bis 1967 in der Miquelstraße. Im Haus wuchsen zwei Söhne auf: der spätere Musiktheaterregisseur und Intendant Johannes Felsenstein (1944–2017) und der spätere Schauspieler Christoph Felsenstein (* 1946).
- Leni Riefenstahl (1902–2003), Filmregisseurin und Fotografin, ließ sich ihre Villa in der Heydenstraße 30 erbauen
- Rosemarie Clausen (1907–1990), Theaterfotografin, lebte in Schmargendorf
- Werner von Haeften (1908–1944), war neun Jahre lang Gymnasiast und 1927 Abiturient am Heinrich-von-Kleist-Realgymnasium in der Kranzer Straße, wohnte bei seinen Eltern in der Warmbrunner Straße 42–44
- Brigitte Mira (1910–2005), Schauspielerin; wohnte in den 1950er und 1960er Jahren in der Tölzer Straße 30, 1970–2005 in der Koenigsallee 83
- Werner Stein (1913–1993), Politiker (SPD), wohnte in der Rheinbabenallee 3
- Lilly Wust (1913–2006), Gerechte unter den Völkern, wohnte in der Friedrichshaller Straße 23
- Peter Weiss (1916–1982), Schriftsteller, besuchte das Heinrich-von-Kleist-Realgymnasium in der Kranzer Straße
- Gerhard Wolfgang Lüdtke (1917–1944), Reiseschriftsteller, lebte in der Friedrichshaller Str. 17 und in der Cunostraße 50
- Felice Schragenheim (1922–1945), Opfer des Nationalsozialismus, lebte bei ihrer Lebenspartnerin Lilly Wust in der Friedrichshaller Straße 23
- Gisela Trowe (1922–2010), Schauspielerin, wohnte mit ihrem Mann Thomas Engel bis 1964 in der Sulzaer Straße
- Heinz Drache (1923–2002), Schauspieler, lebte in den 1960er Jahren in der Selchowstraße 11
- Jürgen Graf (1927–2007), Journalist, wohnte in der Kissinger Straße 56 Ecke Tölzer Straße
- Angelika Schrobsdorff (1927–2016), Schriftstellerin und Überlebende der Shoah, wohnte nach ihrer Rückkehr aus Israel von 2006 bis zu ihrem Tod in der Auguste-Viktoria-Straße 2
- Helmut Kohl (1930–2017), Politiker (CDU), Bundeskanzler, lebte in der Caspar-Theyß-Straße 20[32]
- Lea Rosh (* 1936), Publizistin und Journalistin, wohnte in der Borkumer Straße 37
- Jenny Schon (* 1942), Autorin, lebt seit 2002 in Schmargendorf
- Cornelia Froboess (* 1943), Kinderstar, Sängerin und Schauspielerin, und ihr Vater, der Komponist und Verleger Gerhard Froboess, wohnten in der Kudowastraße 21[33]